# Anmore
Anmore ist eine kleine Gemeinde im Westen der kanadischen Provinz British Columbia und liegt im nordöstlichen Teil des Greater Vancouver Regional Districts.

## Geografie
Anmore liegt etwa 30 Kilometer nordöstlich von Vancouver und ist von den Gemeinden Coquitlam, Port Moody, Belcarra und North Vancouver (Distrikt) sowie Teilen des gemeindefreien Gebietes Greater Vancouver Electoral Area A umgeben. Anmore liegt am Indian Arm.

## Geschichte
Der Name des Ortes leitet sich von einem kleinen Bach ab. Der Name wurde von dem dort ansässigen Siedler, F.J.Lancaster, aus den Vornamen seiner Frau Annie und seiner Tochter Leonore gebildet. Dieser Name setzte sich im Laufe der Zeit durch, nachdem die Ansiedlung ursprünglich unter dem Namen Eagle Crest gegründet worden war.
Die Zuerkennung der kommunalen Selbstverwaltung erfolgte am 7. Dezember 1987 (incorporated als Village Municipality). Die Geschichte der Ansiedlung reicht jedoch weiter zurück. Vor der Ankunft von europäischen Jägern und Siedlern war das Gebiet schon Siedlungs- und Jagdgebiet der First Nation.

## Demographie
Der Zensus im Jahr 2016 ergab für die Gemeinde eine Bevölkerungszahl von 2.210 Einwohnern, nachdem der Zensus im Jahr 2011 für die Gemeinde nur eine Bevölkerungszahl von 2.092 Einwohnern ergab. Die Bevölkerung nahm dabei im Vergleich zum letzten Zensus im Jahr 2011 um 5,6 % zu und ist damit ebenso wie der Provinzdurchschnitt, mit einer Bevölkerungszunahme von ebenfalls 5,6 %, gewachsen. Im Zensuszeitraum 2006 bis 2011 war die Einwohnerzahl in der Gemeinde noch überdurchschnittlich um 17,2 % gewachsen, während sie im Provinzdurchschnitt um 7,0 % zunahm.
Zum Zensus 2016 lag das Durchschnittsalter der Einwohner bei 38,6 Jahren, während es in der Provinz bei 42,3 Jahren liegt. Das Medianalter der Einwohner wurde mit 42,9 Jahren ermittelt. Das Medianalter aller Einwohner der Provinz liegt 2016 bei 43,0 Jahren. Zum Zensus 2011 wurde für die Einwohner der Gemeinde noch ein Medianalter von 45,9 Jahren ermittelt, bzw. für die Einwohner der Provinz lag es 2011 bei nur 41,9 Jahren.

## Wirtschaft
In Anmore sind die größten Beschäftigungsbereiche der Bildungssektor sowie der Bereich Forschung und Entwicklung.
Das Durchschnittseinkommen aller Beschäftigten aus Anmore lag im Jahr 2005 bei deutlich überdurchschnittlichen 38.996 C $, während es zur selben Zeit im Durchschnitt der gesamten Provinz British Columbia nur 24.867 C $ betrug. Der prozentuale Einkommensunterschied zwischen Männern (46.907 C $; Provinzdurchschnitt=31.598 C $) und Frauen (29.985 C $; Provinzdurchschnitt=19.997 C $) fällt in Anmore, jeweils bezogen auf das durchschnittliche Einkommen aller Beschäftigten der Provinz, deutlicher aus als im Vergleich für die gesamte Provinz. Obwohl beide Gruppen deutlich über dem Provinzdurchschnitt verdienen, ist der prozentuale Unterschied bei den Männern noch größer als bei den Frauen. Männliche Beschäftigte verdienen hier sowohl im Vergleich zum Provinzdurchschnitt aller Beschäftigten als auch im Vergleich aller männlichen Beschäftigten in der Provinz deutlich überdurchschnittlich. Auch das Einkommen der weiblichen Beschäftigten ist in beiden Vergleichen ebenfalls deutlich überdurchschnittlich. Bei weiblichen Beschäftigten ist der prozentuale Einkommensunterschied im Vergleich zu allen weiblichen Beschäftigten in der Provinz sogar noch größer als bei den Männern.